# Кривая Пустошь
Кривая Пустошь (укр. Крива Пустош) — село в Братском районе Николаевской области Украины.
Основано в 1820 году. Население по переписи 2001 года составляло 406 человек. Почтовый индекс — 55450. Телефонный код — 5131. Занимает площадь 1,255 км².

## Местный совет
55450, Николаевская обл., Братский р-н, с. Кривая Пустошь, ул. Хмеленка, 30